# 品位 (位階)
品位（ほんい）とは、日本の律令制において定められていた親王・内親王の位階のことをいう。奈良時代から1889年（明治22年）にかけて存在した。

## 歴史
「品位」は、中国の王朝における分類法（九品）に由来する。中国では位階を一品以下九品までに分類し、これを正位と従位にわけていた。この品位は朝鮮の歴代王朝でも用いられ、特に新羅以降については骨品制という独自の位階制が存在した。

## 日本の制度
日本では701年の大宝令の官位令において初めて定められたと推測される。臣下の位は「位」で分類し、これとは別体系の親王・内親王の位階に「品」（ほん）を用いた。品位には一品から四品があり、正位と従位にわけない。品位に叙せられていない親王は「無品」（むほん、むぼん）と称した。なお、諸王は臣下と同じ位階体系において、正一位から従五位までに叙せられた。
品位を授けられた親王は、品位に応じて品田が支給され、品封（封戸）を賜る。
1887年（明治20年）の叙位条例により諸王・女王は位階を叙す対象者ではなくなり、1889年（明治22年）の皇室典範 (1889年)の第59条により親王・内親王・諸王・女王の品位は廃止され、皇族には勲等と功級のみが授与されることとなった。